# تپه سفید چغا سرکن
تپه سفید چغا سرکن مربوط به عصر آهن دو - دوره سلجوقیان است و در شهرستان کرمانشاه، بخش مرکزی، دهستان بالادربند، حاشیهٔ غربی روستای متروک سفید چغای سرکن، بر ساحل جنوبی رودخانهٔ قره سو واقع شده و این اثر در تاریخ ۱۸ اسفند ۱۳۸۷ با شمارهٔ ثبت ۲۴۸۷۲ به‌عنوان یکی از آثار ملی ایران به ثبت رسیده است.